# Scarlett Johansson
Scarlett Ingrid Johansson (n. 22 noiembrie 1984, New York City, New York, SUA) este o actriță americană de film.
S-a remarcat prin rolul ei din filmul The Horse Whisperer (1998), regizat de Robert Redford, devenind una dintre cele mai solicitate tinere actrițe de la Hollywood, după criticile favorabile primite pentru rolurile din Ghost World, Lost in Translation (care a rulat în România sub tittlul de Rătăciți printre cuvinte) și Girl with a Pearl Earring.
Aceste ultime două filme i-au adus nominalizări la premiul Globul de Aur în anul 2003.  De atunci, Johansson s-a consacrat ca o actriță cunoscută de publicul larg, prin aparițiile în filme notabile între anii 2004 și 2008. Actrița a primit de la revista Esquire distincția Sexiest Woman Alive, Cea mai sexy femeie în viață.

## Biografie
De descendență variată, având strămoși suedezi, danezi, evrei și alte grupe etnice, Scarlett Johansson este fiica lui Karsten Johansson, un arhitect american, născut în Copenhaga.  Bunicul său patern, Ejner Johansson, a fost scenarist și regizor de film. Mama sa, Melanie Sloan, producătoare de film, provine dintr-o familie de evrei Ashkenazi din Bronx; Strămoșii mamei sale, erau evrei emigrați din fostul Imperiu Țarist, din Polonia și Belarus-ul de astăzi. Scarlett Johansson are o soră mai mare, Vanessa, de asemenea o actriță, un frate mai mare, Adrian, un frate geamăn, Hunter (cu care a apărut în filmul Manny & Lo); și un frate vitreg, Christian, din prima căsătorie a tatălui ei.

## Filmografie
| An   | Titlu                                 | Rol                            | Note                                         |
| ---- | ------------------------------------- | ------------------------------ | -------------------------------------------- |
| 1994 | North                                 | Laura Nelson                   | Cou Cotesh                                   |
| 1995 | Just Cause                            | Kate Armstrong                 |                                              |
| 1996 | Manny & Lo                            | Amanda                         |                                              |
| 1996 | If Lucy Fell                          | Emily                          |                                              |
| 1997 | Singur acasă 3                        | Molly Pruitt                   |                                              |
| 1998 | The Horse Whisperer                   | Grace MacLean                  |                                              |
| 1999 | My Brother the Pig                    | Cathy Kaldwell                 |                                              |
| 2001 | The Man Who Wasn't There              | Rachael 'Birdy' Abundas        |                                              |
| 2001 | An American Rhapsody                  | Zsuzsi/Suzanne Sandor (at 15)  |                                              |
| 2001 | Ghost World                           | Rebecca                        |                                              |
| 2002 | Eight Legged Freaks                   | Ashley Parker                  |                                              |
| 2003 | Girl with a pearl earing              | Griet                          | nominalizare Globul de Aur                   |
| 2003 | Rătăciți printre cuvinte              | Charlotte                      | nominalizare Globul de Aur; câștigător BAFTA |
| 2004 | In Good Company                       | Alex Foreman                   |                                              |
| 2004 | A Love Song for Bobby Long            | Pursy Will                     | nominalizare Globul de Aur                   |
| 2004 | The SpongeBob SquarePants Movie       | Mindy                          | voce                                         |
| 2004 | The Perfect Score                     | Francesca Curtis               |                                              |
| 2005 | Match Point                           | Nola Rice                      | nominalizare Globul de Aur                   |
| 2005 | The Island                            | Jordan Two Delta/Sarah Jordan  |                                              |
| 2006 | The Prestige                          | Olivia Wenscombe               |                                              |
| 2006 | The Black Dahlia                      | Katherine 'Kay' Lake           |                                              |
| 2006 | Scoop                                 | Sondra Pransky                 |                                              |
| 2006 | A Good Woman                          | Meg Windermere                 |                                              |
| 2007 | The Nanny Diaries                     | Annie Braddock                 |                                              |
| 2008 | Cealaltă moștenitoare Boleyn          | Mary Boleyn                    |                                              |
| 2008 | Vicky Cristina Barcelona              | Cristina                       |                                              |
| 2008 | The Spirit                            | Silken Floss                   |                                              |
| 2009 | He's Just Not That into You           | Anna                           |                                              |
| 2010 | Iron Man 2                            | Natasha Romanov                |                                              |
| 2011 | We Bought a Zoo                       | Kelly                          |                                              |
| 2012 | Răzbunătorii                          | Natasha Romanoff/ Black Widow  |                                              |
| 2012 | Hitchcock                             | Janet Leigh                    |                                              |
| 2012 | Under the Skin                        | Laura                          |                                              |
| 2013 | Her                                   | Samantha                       | rol de voce                                  |
| 2014 | Căpitanul America: Războinicul iernii | Natasha Romanoff / Black Widow |                                              |
| 2014 | Chef                                  | Molly                          |                                              |
| 2014 | Lucy                                  | Lucy                           |                                              |
| 2015 | Răzbunătorii: Sub semnul lui Ultron   | Natasha Romanoff / Black Widow |                                              |
| 2016 | Hail, Caesar!                         | DeeAnna Moran                  |                                              |
| 2016 | The Jungle Book                       | Kaa                            | rol de voce                                  |
| 2016 | Captain America: Civil War            | Natasha Romanoff / Black Widow |                                              |
| 2016 | Sing                                  | Ash                            | voce                                         |
| 2017 | Ghost in the Shell                    | The Major                      |                                              |
| 2017 | Rock That Body                        | Jess                           |                                              |
| 2018 | Răzbunătorii: Războiul Infinitului    | Natasha Romanoff/ Black Widow  |                                              |
| 2018 | Isle of Dogs                          |                                | rol de voce; în curs de filmare              |